# Hyperiella macronyx
Hyperiella macronyx is een vlokreeftensoort uit de familie van de Hyperiidae. De wetenschappelijke naam van de soort is voor het eerst geldig gepubliceerd in 1906 door Walker.